# رابرت گوردون اسپرول
رابرت گوردون اسپرول (زاده ۲۲ مه ۱۸۹۱– درگذشته ۱۰ سپتامبر ۱۹۷۵) نخستین رئیس کل سیستم دانشگاه کالیفرنیا (۱۹۵۸–۱۹۵۲) و رئیس (یازدهمین) دانشگاه کالیفرنیا، برکلی بود که از سال ۱۹۳۰ تا سال ۱۹۵۲ مشغول به کار شد.

## زمینه
رابرت گوردون اسپرول در ۲۲ مه ۱۸۹۱ در سان فرانسیسکو کالیفرنیا زاده شد. پدر وی رابرت اسپرول از اسکاتلند و مادرش سارا الیزابت اسپرول از نیوانگلند. او برادر بزرگتر رئیس ساسبق بانک مرکزی آلن اسپرول است که به عنوان رئیس بانک فدرال رزرو نیویورک کار می‌کرد. در سال ۱۹۱۳، او مدرک لیسانس مهندسی را از دانشگاه کالیفرنیا در برکلی گرفت، جایی که همکلاسی‌هایش از جمله قاضی آینده دیوان عالی ، ارل وارن در آنجا تحصیل کرده بودند.

## حرفه
در سال ۱۹۱۳، اسپرول کار خود را برای مدت کوتاهی به عنوان یک مهندس بهره‌وری در اوکلند، کالیفرنیا آغاز کرد.
در سال ۱۹۱۴، او در ۴۴ سالگی با پیوستن به دفتر بازرگانی دانشگاه کالیفرنیا به عنوان یک صندوقدار آغاز کرد و به کنترل‌کننده، لابی‌گر قانون‌گذاری و تا سال ۱۹۲۵ منشی و معاون رئیس امور مالی و بازرگانی شد.

در ژوئن ۱۹۲۹، اسپرول به عنوان یازدهمین رئیس دانشگاه کالیفرنیا انتخاب شد. بلافاصله مرخصی گرفت تا در دانشگاه‌های دیگر تحصیل کند. در یک سخنرانی در سال ۱۹۳۰، او به عنوان رئیس منتخب اظهار داشت:
شکوه یک دانشگاه، مردانی هستند که هیئت علمی آن را تشکیل می‌دهند. نمی توان خیلی وقت‌ها تکرار کرد که این مردان هستند و چیزی جز مردان نیستند که آموزش می‌دهند. دلیل اینکه دانشگاه کالیفرنیا جایگاه والایی را که در سراسر جهان آکادمیک دارد این است که هیچ زمانی نبوده‌است که اعضای هیئت علمی آن نتوانند به مردانی ببالند که راه خود را در مسیرهای ناهموار می‌یابند و تنها با جرقه‌های نبوغ روشن شده‌اند. تا اوج تحصیل در عرض چند سال پس از دریافت منشور آن از ایالت، تعداد زیادی از مردان در دانشگاه یافت شدند که شهرت آنها حتی هنوز تضعیف نشده‌است، مانند مردانی مانند دنیل کویت گیلمن، رئیس بعدی دانشگاه جان هاپکینز، هیلگارد در کشاورزی، LeConte در زمین‌شناسی، و بسیاری دیگر. همچنین دانشکده کنونی فاقد افرادی است که در رشته‌های مربوطه خود چراغ یادگیری را در دست دارند - کمپبل در نجوم، کوفوید در جانورشناسی و جی. به معنای واقعی، چنین مردانی دانشگاه کالیفرنیا و به‌طور مشابه در جاهای دیگر هستند، زیرا توسعه مادی بدون استفاده از مغز و هدایت آن و شخصیت برای تابش آن بیهوده است. اگر دانش‌آموزان برای تحصیل به مدرسه‌ای بروند که در آن معلمان بزرگی وجود نداشته باشد، آجر طلا می‌گیرند.
او موفق شد سیستم دانشگاه کالیفرنیا را به عنوان یک مؤسسه کمک مالی زمین حفظ کند.
در سال ۱۹۳۶، اسپرول شغل استاد دانشگاه کالیفرنیا در لس آنجلس را تا سال ۱۹۳۷ به مشاغل خود افزود. او باشگاه کالیفرنیا را سازماندهی کرد تا همه دانشگاه‌ها را گرد هم آورد. در سال ۱۹۴۴، او یک سری نشست‌های سالانه تمام اعضای هیئت علمی را آغاز کرد.
در دوران رکود بزرگ، گسترش امکانات متوقف شد. پس از جنگ جهانی دوم، او در کمیته طرح مارشال خدمت کرد.
در دهه‌های ۱۹۵۰، ۱۹۴۰ و ۱۹۳۰، او با مخالفت دانشجویی (مثلاً در مورد سربازی اجباری) و اتهامات مک‌کارتی روزنامه‌های تحت کنترل ویلیام راندولف هرست در مورد "نفوذ کمونیستی" در دانشگاه‌ها مبارزه کرد. شاید بزرگ‌ترین جنجال در دوران ریاست او در سال ۱۹۴۹ بر سر سوگند ویژه غیرکمونیستی که توسط دانشگاه کالیفرنیا از اعضای هیئت علمی خواسته شده بود، به نام "سوگند سال " رخ داد. چهل استادی که حاضر به امضا نشدند، رها شدند. دادگاه در سال ۱۹۵۶ مشاغل آنها را بازگرداند.
سهم برجسته اسپرول در طول مدیریت ۲۸ ساله‌اش، گسترش چند دانشگاه برای پاسخگویی به خواسته‌های آموزش عالی در بخش‌های کاملاً جداشده از ایالت و در عین حال حفظ یک مؤسسه تحت مدیریت یک هیئت جانشینی و یک رئیس بود. او همچنین تأسیس کالج‌های محلی جداگانه را در سال‌های ۱۹۳۱، ۱۹۴۵ و ۱۹۵۳ متوقف کرد
فرماندار کالیفرنیا ، ارل وارن، از همکلاسی سابق خود و عضو گروه موسیقی دانشگاه کالیفرنیا در سال ۱۹۱۱، اسپرول، خواست تا نام خود را در نامزدی برای معاونت ریاست جمهوری ایالات متحده در کنوانسیون ملی جمهوری خواهان در سال ۱۹۴۸ در فیلادلفیا، پنسیلوانیا قرار دهد.
قبل و در دوران ریاست اسپرول، بوروکراسی دانشگاه کالیفرنیا به شدت در برکلی متمرکز بود، اما تا زمان بازنشستگی او دیگر از نظر سیاسی قابل دوام نبود. پس از سال ۱۹۰۰، افزایش سرسام آور جمعیت کالیفرنیای جنوبی به این معنی بود که کالیفرنیای جنوبی در حال تبدیل شدن به اکثریت همه چیز بودند - جمعیت ایالت، سپس قوه مقننه ایالتی، و سپس هیئت جانشین‌ها - و آنها از مدیریت خرد از راه دور برکلی خسته شده بودند. کلارک کر صدراعظم دانشگاه کالیفرنیا برکلی در سال ۱۹۵۸ جانشین اسپرول شد و دستور روشنی برای تغییر از جانشین‌های جنوبی داشت. به طرز عجیبی، کر، اسپرول را به عنوان رئیس بازنشسته نگه داشت و به او اجازه داد تا در کمیته ای که برنامه‌های واقعی برای تمرکززدایی بوروکراسی دانشگاه را تهیه می‌کرد - یعنی برای برچیدن امپراتوری در برکلی که اسپرول سال‌ها با دقت از آن محافظت می‌کرد، بنشیند. اسپرول در جلسات کمیته شرکت می‌کرد، اما آنقدر شأن داشت که بداند چه زمانی او را منصفانه کتک زده‌اند. او مخالفتی نداشت و همه آرای کمیته به اتفاق آرا بود.
از اسپرول به‌عنوان رئیس ممتاز نام می‌برند او در جریان جنبش آزادی بیان در سال ۱۹۶۷ در برکلی سخنرانی کرد، که به وسیله آن «یکی از معدود نت‌های طنز را در یک رویارویی وحشتناک به نمایش گذاشت». وقتی تظاهرکنندگان دانشجو وارد دفتر او شدند و اوراقش را پراکنده کردند، او به یک خبرنگار گفت: «چرند است. هیچ کس دفتر من را خراب نکرد. همیشه اینطور به نظر می‌رسد.»

## زندگی شخصی و مرگ
در ۱۶ سپتامبر ۱۹۱۶، اسپرول با آیدا ویتسشن ازدواج کرد. آنها سه فرزند داشتند.
اسپرول از بنجامین اید ویلر الهام گرفته بود، که زمانی که برای نخستین بار در دانشگاه کالیفرنیا شروع به کار کرد، رئیس بود.
او در سن ۸۴ سالگی در ۱۰ سپتامبر ۱۹۷۵ در خانه ای در برکلی کالیفرنیا درگذشت.